# Hjalmar Nilsson Wadstrand
Hjalmar Johan Albin Nilsson Wadstrand, född 29 augusti 1877 i Vadensjö socken, död 7 februari 1944 i Stockholm, var en svensk byggnadsingenjör och byggmästare.

## Biografi

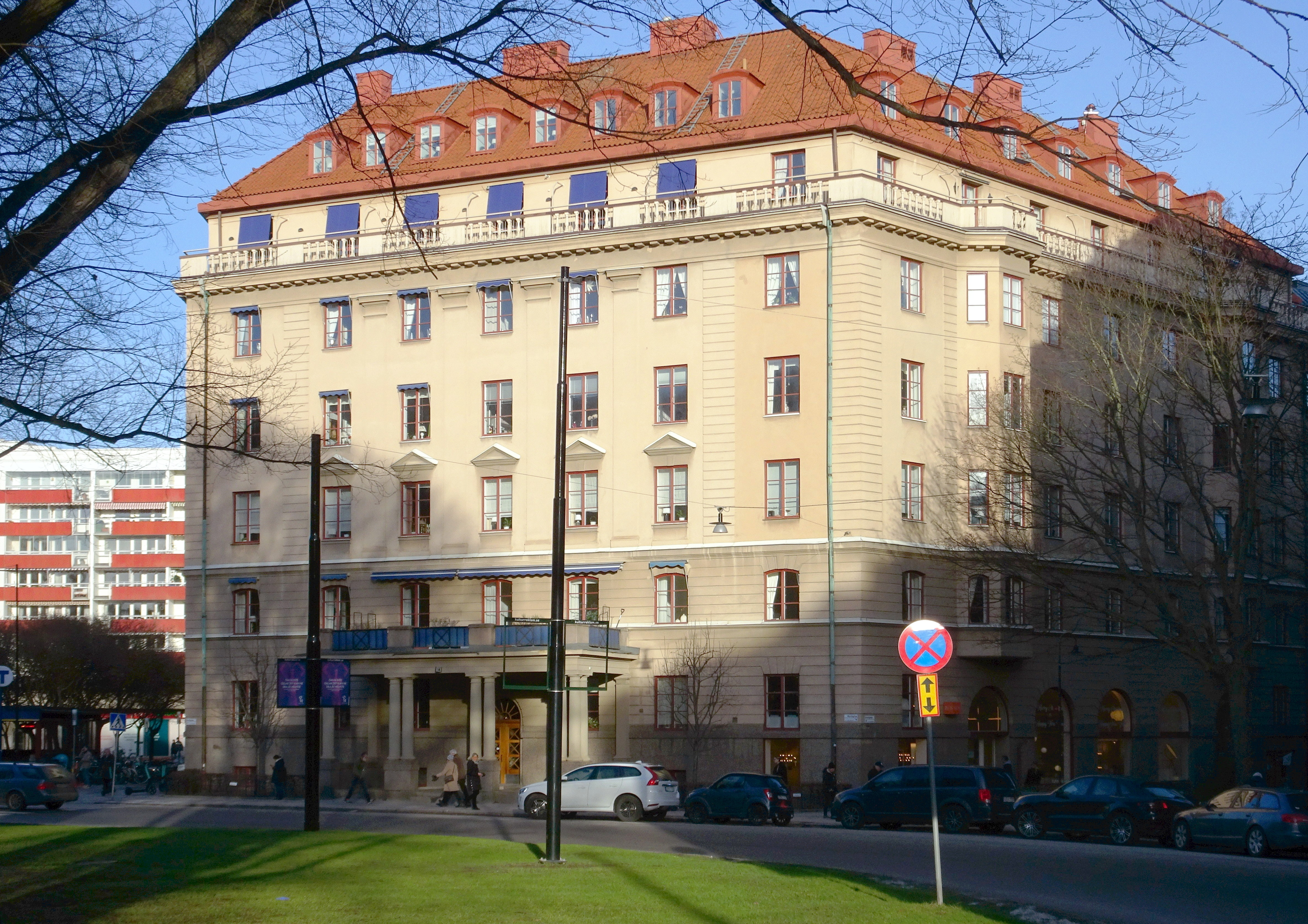
Trumslagaren 11, Karlaplan 14, den egna fastigheten.

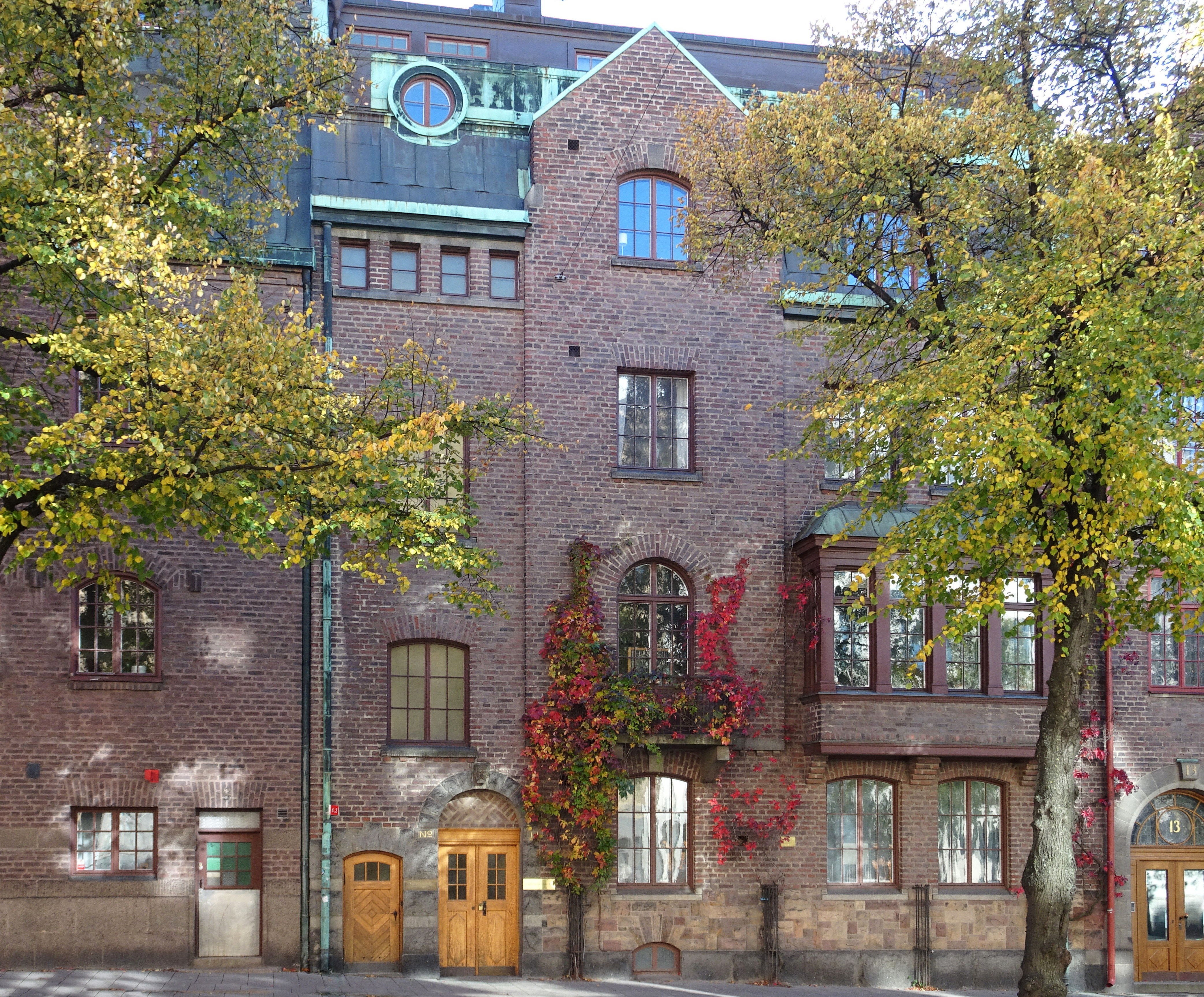
Tofslärkan 3, Odengatan 11.

Wadstrand var son till snickaren Anders Nilsson och Johanna Persdotter. Han tog sig efternamnet Wadstrand efter sin hemort Wadensjö (Vadensjö). Han studerade vid byggnadsyrkesskolan i Stockholm och var därefter 1902–1911 verkmästare hos byggmästaren Johan Gottfrid Thorén. Han godkändes som byggmästare av Stockholms byggnadsnämnd 1907 och började egen verksamhet 1911 samt blev medlem i Stockholms Byggmästareförening 1918.
Bland hans arbeten märks villafastigheten Tofslärkan 3 vid Odengatan 11 i Lärkstaden som han uppförde för egen räkning 1912 efter ritningar arkitekt Victor Bodin. Huset sålde han till Karl Staaff (Sveriges statsminister 1905–1906 och 1911–1914) som bodde där till sin död 1915. Wadstrand uppförde även 1918–1919 kasernerna för Svea ingenjörkår vid Frösundavik. 

### Familj
Wadstrand var yngre bror till byggmästaren Nils Andersson Wadsjö som också var verksam i Stockholm. Vid sin död 1944 var Wadstrand bosatt i fastigheten Trumslagaren 11, Karlaplan 14, som han ägde sedan den uppfördes 1925 av honom  tillsammans med Granit & Beton AB. Han gravsattes den 16 februari 1944 på Norra begravningsplatsen.

### Utförda arbeten (urval)
Här uppges ursprungliga fastighetsbeteckningar och gatuadresser.
- Opalen 4, Kungsklippan 5 (1911)
- Tofslärkan 3, Odengatan 7B (1912)
- Vingråena 40, Tegnérlunden 9 (1914)
- Svea ingenjörkårs kaserner vid Frösundavik (1918-1919)
- Musketören 12 och 13, Lützengatan 6-8 (1923)
- Trumslagaren 7, Karlaplan 18 (1924)
- Trumslagaren 11, Karlaplan 14 (1925)